# اکسپلور++
اکسپلور++ (انگلیسی: Explorer++) یک مدیر پرونده آزاد و متن‌باز برای مایکروسافت ویندوز است. این کاوشگر فایل دارای صفحه‌های چند‌زبانه، منوی نشانک‌ها و یک رابط کاربری قابل تنظیم است. می‌توان آن را طوری پیکربندی کرد که به صورت قابل حمل اجرا شود یا از رجیستری ویندوز استفاده کند. همچنین می‌توان تنظیم کرد که جایگزین ویندوز اکسپلورر به عنوان مدیر فایل پیش‌فرض شود.